# 琉球蛇綿鳚
琉球蛇綿鳚，為輻鰭魚綱鱸形目绵鳚亞目绵鳚科的其中一種，分布於西北太平洋區的日本琉球海溝海域，屬深海底棲性魚類，棲息深度在水深991至1533公尺，本魚背鰭軟條110至114枚；臀鰭軟條98至104枚；脊椎骨118至124個，體長可達17公分。

## 扩展阅读
維基物種上的相關：琉球蛇綿鳚